# Малаховка
Мала́ховка — посёлок городского типа в Московской области России. Входит в городской округ Люберцы.
Население — 25 670 чел. (2024).

## География
Расположен в 10 км к юго-востоку от Москвы, на окраине Мещёрской низменности. Железнодорожная платформа Малаховка на линии Москва — Рязань.
С востока к Малаховке примыкает посёлок Удельная, с юга — деревня Михнево, к юго-западу расположена деревня Пехорка, с северо-запада примыкает дачный посёлок Красково.

## История
Малаховка принадлежит к числу известных «стародачных посёлков» наряду с Валентиновкой, Кратово, Переделкино и другими. Стародачными местами Подмосковья называют сохранившиеся резиденции советской элиты — академиков, генералитета, высшего партийного руководства, деятелей балета, театра и писателей, расположенные в лучших местах Московской области. Обычно это были деревянные, реже — каменные дома со всеми удобствами, включая газовое отопление, а иногда и магистральную канализацию, расположенные зачастую на лесных участках, рядом с рекой или прудом.
Есть несколько версий происхождения названия «Малаховка». Первая — по селу Малаховьское, которое встречается в XIV веке в завещании Ивана Калиты. Вторая — от еврейского слова «мелех» (царь), так как в XVII веке здесь любил охотиться государь Алексей Михайлович. Третья версия — по фамилии купца Малахова, который владел этими землями при Петре I. Название «Малаховская пустошь» упоминается в писцовых книгах под 1623 годом, а Малаховский хутор — в 1852 году. В 1884 году была построена железнодорожная платформа и с 1885 года Малаховка стала развиваться как дачный посёлок.
В 1885 году предприниматель Фёдор Шпигель построил в Малаховке первые дачи. Постепенно тут появились почта, аптека, магазины. В начале XX века Малаховка превратилась в популярный дачный посёлок. Одним из центров притяжения для богемы того времени стал дом Николая Телешова — писателя и организатора знаменитого кружка московских писателей «Среда». Летом 1918 года у него гостил Фёдор Шаляпин с семьёй. Кроме того, в 1913 году в посёлке жил художник Василий Суриков. В 1915 году именно в Малаховке Владимир Маяковский познакомился с Лилей Брик и её мужем Осипом, впоследствии они стали жить одной семьёй. На дачу к писателю Александру Родионову-Тарасову приезжал погостить «московский хулиган» и «последний поэт деревни» Сергей Есенин.
Статус посёлка городского типа (рабочего посёлка) Малаховка получила в 1961 году.
С 1929 по 1959 годы в составе Раменского района, в 1959—1960 годах в составе Люберецкого района, в 1960—1963 снова в составе Раменского района, в 1963—1965 в составе Люберецкого укрупнённого сельского района, с 1965 года в составе Люберецкого района.
С 2006 до 2016 годы рабочий посёлок был административным центром городского поселения Малаховка Люберецкого муниципального района. С 2017 года Малаховка входит в городской округ Люберцы. Малаховка вместе с дачным посёлком Красково подчинены в администрации городского округа территориальному управлению Красково-Малаховка.
В 2024 году рабочий посёлок преобразован в посёлок городского типа.

## Население
| 1926    | 1939    | 1959    | 1970    | 1979    | 1989    | 2002    | 2006    |
| ------- | ------- | ------- | ------- | ------- | ------- | ------- | ------- |
| 4639    | ↗16 383 | ↗27 849 | ↗27 876 | ↗28 052 | ↘26 454 | ↘18 552 | ↗19 200 |
| 2009    | 2010    | 2012    | 2013    | 2014    | 2015    | 2016    | 2017    |
| ↘18 460 | ↗24 004 | ↗24 576 | ↗25 127 | ↗25 319 | ↗25 606 | ↗25 645 | ↗25 880 |
| 2018    | 2019    | 2020    | 2021    | 2023    | 2024    |         |         |
| ↘25 801 | ↘25 371 | ↘24 781 | ↗25 989 | ↘25 727 | ↘25 670 |         |         |

## Экономика
Сразу после войны в Малаховке было основано уникальное предприятие по производству угольной техники и шахтного оборудования — Малаховский экспериментальный завод. АО «Малаховский экспериментальный завод» выпускал горнорудное оборудование, сейчас — крупный арендодатель производственных помещений. Также работают опытно-механический завод, завод стройматериалов, пищевой комбинат, швейная фабрика. Функционирует отделение Сбербанка, три почтовых отделения. Работает ряд предприятий торговли, в том числе универсамы «Пятёрочка» и «Дикси», а также рынок у станции, известный ещё с довоенных времён.
В микрорайоне «Малаховского экспериментального завода» функционирует универсам «Магнит», в апреле 2018 года был открыт ресторан быстрого питания сети «Макдональдс». Весной 2019 года состоялось открытие торгового центра «Малаховское озеро». Из крупных предприятий в нём находится гипермаркет «Мираторг», а также детский магазин «Детский Мир».

## Культура

### Летний Театр
Основной культурной примечательностью на территории Малаховки является фундамент известного в XX веке на всю Россию Летнего театра. Малаховский парк площадью свыше четырёх гектаров внесён в список объектов культурного наследия Московской области.
Летний театр был построен в 1911 году меценатом Павлом Соколовым по проекту архитектора Леона Францевича Даукши. Театр на 500 мест возвели за рекордно короткие сроки — 52 дня, благодаря личному вмешательству певца Фёдора Шаляпина. Театр в стиле модерн имел полукруглый фасад, который поддерживали шесть колонн. Перед глубокой сценой находился оркестр. В театре был партер, где проводились балы. Его окаймляли 12 театральных лож. Соколовом была специально построена электростанция, которая питала Летний театр электричеством.
Летний театр в Малаховке быстро снискал любовь зрителей и стал очень популярным. Здесь показывали спектакли из репертуара знаменитых московских театров: Малого, Художественного, Корша, Незлобина и других.
На сцене Летнего театра поставили почти все пьесы Александра Островского, также ставили Антона Чехова, Уильяма Шекспира и других великих драматургов. Всего в репертуаре значилось порядка 500 спектаклей. Осенью 1915 года на сцене Летнего театра состоялся дебют знаковой актрисы Фаины Раневской в спектакле «Тот, кто получает пощёчины» по пьесе Леонида Андреева. Помимо Раневской, на сцене Летнего театра выступали знаменитые актёры Александра Яблочкина, Елена Шатрова, Александр Остужев и другие. Превосходная акустика Летнего театра привлекала любителей оперы. Здесь давали концерты Фёдор Шаляпин, Леонид Собинов, Антонина Нежданова, Александр Вертинский, Айседора Дункан.
8 октября 1999 года знаменитый театр сгорел, оставив после себя только фундамент.

### Кинематограф
Малаховка фигурирует во многих советских фильмах.
- «Джентльмены удачи» здесь происходит заключительное действие фильма («В проруби он шлем спрятал, в Малаховке»).
- «Зелёный огонёк» («Я и до Малаховки не дотяну»)
- «Девушка без адреса» («Она может жить в Малаховке, а открытку бросила на Таганке»)
- «Один из нас» (в Малаховке находится дача шпиона Келлера: Бирюков — «Адрес дачи!» Степанов — «Малаховка, Лесная, 6».
- «Продлись, продлись очарованье» (дача главного героя снималась в Малаховке — улица Южная, 18)
- «Петровка, 38» (арест организатора банды в финале),
- «Следствие ведут знатоки»: эпизоды «Чёрный маклер» («А наши сыщики проверили одну дачку в Малаховке»), «Букет на приёме» В эпизоде «Бумеранг» съёмки проходили в Томилино и Малаховке, одного из героев арестовывают прямо на пляже малаховского озера.
- Малаховка упоминается в английском сериале «Рейли: король шпионов»: В заключительной серии Рейли был арестован сразу же после очередного заседания участников «Треста» на даче в Малаховке.
- фильм «Разорванный круг» снимался в Малаховке в 1987 году, на ул. Калинина д.22[источник не указан 541 день]

### Малаховский Музей
О развитии и становлении Малаховки можно узнать, посетив Музей истории и культуры. Вниманию посетителей предлагаются постоянные экспозиции — «Интерьер писательской комнаты», «Малаховка театральная», «Комната дачного дома», «Деревенская комната», «Дачная веранда», «Война. Победа. Память». Регулярно проходят выставки как предметов из фондов музея, так и работ художников и мастеров декоративно-прикладного искусства. Музей работает с разными возрастными категориями. Для детей проводятся квесты, мастер-классы, праздничные программы: Новый Год, Рождество, Масленица, Пасха. Вниманию взрослой аудитории предлагаются лекции, историко-краеведческие встречи, Телешовские и Соколовские чтения. Большое внимание уделяется экскурсионной работе. Для посетителей проводятся обзорные и тематические экскурсии по залу музея. Неизменный интерес вызывают пешеходные экскурсии «Малаховка дачная», «Малаховка: природа и культурный климат», автобусные экскурсии в усадьбу Быково и в город Раменское.

### Литературный клуб «Стихотворный бегемот»
С 2013 года в посёлке на базе библиотеки (ул. Сакко и Ванцетти, дом 1) действует Литературный клуб «Стихотворный бегемот» / проект «Вселенная» — неформальное объединение любителей литературы, на встречах которых авторы читают свои произведения и актуализируется творчество малоизвестных поэтов прошлого.

### Достопримечательности
Имеются два санатория. Издаётся своя газета — «Малаховский вестник». На территории посёлка расположены Московская государственная академия физической культуры и Детская школа искусств им. Л. И. Ковлера.
Сохранилась деревянная Петропавловская церковь (построена в 1902—1903 годах). Работает синагога — старая сгорела в 2005 году, в 2010 году была построена новая. Также к достопримечательностям можно отнести здание средней школы — бывшей гимназии (построено в 1908—1910 годах по проекту архитектора Л. Ф. Даукша). Имеется музей истории посёлка.
Здание начальной школы «Сказка» (ул. Пионерская,19) — классический образец деревянной дачной архитектуры начала XX века, признанное аварийным, было снесено в начале июня 2019 года, несмотря на возражения местных жителей и их обращения к местным властям с предложением отреставрировать исторический дом и открыть в нём музей. Решение о сносе здания и строительстве на его территории новой школы рассматривалось в марте 2019 года. Жителями Малаховки в Комитет по наследию была отправлена заявка с просьбой признать здание объектом культурного наследия. Из-за затягивания процедуры включения здания в государственный реестр культурного наследия, исторический объект не удалось сохранить.
Здание было построено в 1910-х годах как дача, но уже в 1919 году отошло детскому городку с колониями для беспризорных «Малаховка» и «им. III Интернационала» — еврейских детей. Малаховскому детскому городку (МДГ) принадлежало 16 дач («Сказка» — единственная сохранившаяся до июня 2019 года), называемых детскими домами, в каждом из которых находилось от 50 до 100 человек. Размещались эти дачи в основном на Южной, Тургеневской и Советской улицах. Управление МДГ находилось на улице Тургенева. Воспитанниками домов были сироты, дети репрессированных, бездомные и пр. Они не только учились, но и приобщались к трудовому воспитанию. При городке были различные мастерские и художественные кружки. В структуре детского городка в 1920-е годы была организована Еврейская трудовая колония, которая состояла из сирот или детей из очень бедных семей в возрасте от 6 до 16 лет. Обучение в школе шло в основном на еврейском языке, но с обязательным общением и изучением русского. В 1921—1923 годах в колонии преподавал рисование Марк Шагал. Среди воспитанников была и его дочь — Ида. Шагал в своих воспоминаниях так описывал работу с детьми в Малаховке:

«Этим сиротам хлебнуть пришлось немало. Дрожа от холода и голода, оборванные, они скитались из города в город на подножках поездов, пока одного из тысячи не подбирали и не отправляли в детдом. И вот они передо мной. Жили дети по отдельным деревенским домам и собирались вместе только на уроки. По примеру взрослых они заседали на собраниях, вели диспуты, обсуждали друг друга и даже учителей, пели хором „Интернационал“, размахивая руками и улыбаясь. И вот их то я и учил рисованию. Босоногие, слишком легко одетые, они галдели наперебой, каждый старался перекричать другого, только и слышалось со всех сторон: „Товарищ Шагал, товарищ Шагал“».

## Транспорт
В рабочем посёлке Малаховка и на его границе расположены железнодорожные платформы Малаховка и Красково Рязанского направления Московской железной дороги, а также станция Овражки Казанского направления Московской железной дороги на северной окраине посёлка.
Малаховка разделена на две части (северную и южную) железной дорогой: ближайший автомобильный путепровод расположен на Егорьевском шоссе в 4,5 км от платформы Малаховка. Через северную часть посёлка проходит автодорога Р105 Егорьевское шоссе, южная примыкает к автодороге А102 Москва — Жуковский
С Москвой Малаховку связывают автобусные маршруты № 414 Малаховка (ул. Парковая Роща) — Москва (ст.м. «Котельники») и № 463 Малаховка — Москва (ст.м. «Лермонтовский проспект»), обслуживаемые ГУП МО «Мострансавто».

## Известные люди
В разное время на дачах в Малаховке отдыхали В. А. Гиляровский, А. М. Горький, Бунин, Немирович-Данченко.
- В 1921 году преподавателем в подмосковной еврейской трудовой школе-колонии «III Интернационал» для беспризорников работал Марк Шагал.[источник не указан 1599 дней]
- Известные социалисты-революционерки М. А. Спиридонова и А. А. Измайлович с 18 ноября 1921, после того как были отпущены под поручительство руководителей эсеров И. З. Штейнберга и И. Ю. Баккала, и обязательство, что никогда не будут заниматься политической деятельностью, проживали в Малаховке под надзором ВЧК до 1923 года.[источник не указан 1599 дней]
- 27 сентября 1925 года в рамках проведения операции «Трест» на даче в Малаховке проходило заседание выдуманного ОГПУ «Политсовета Монархической организации Центра России» на котором находился английский разведчик Сидней Рейли. Сразу после окончания «заседания» по пути на станцию он был арестован.[источник не указан 1599 дней]
- В 1926 году в Малаховку на несколько лет переехала семья Яцунских. Их старший сын Игорь (1916—1983) окончил здесь 7 классов, впоследствии он — участник создания первого искусственного спутника Земли (в составе группы акад. М. К. Тихонравова), орденоносец, Лауреат Ленинской премии (1957), признан как основоположник космической геодезии.[источник не указан 1599 дней]
- В 1928 году в Малаховке построил свою дачу известный адвокат В. А. Жданов.[источник не указан 1599 дней]
- В 1936 году в Малаховке окончила среднюю школу Никольская, Татьяна Николаевна — советский, российский археолог, кандидат исторических наук, сотрудник института археологии АН СССР.[источник не указан 1599 дней]
- В 1940 году в Малаховке приобрёл участок и дачу композитор, автор первого советского балета Р. М. Глиэр[42].
- С 1942 года в Малаховке жил Николай Добронравов. Окончил здесь же среднюю школу с золотой медалью.[источник не указан 1599 дней]
- C 1944 года в Малаховке жил, в 1955 году окончил школу П. П. Второв, ставший биогеографом[43].
- С 1960 года в Малаховке была дача, которой пользовался Рамон Меркадер, совершивший успешное покушение на Льва Троцкого 20 августа 1940 года.[источник не указан 1599 дней]
- В 1968 году в Малаховке родилась и живёт Ирина Привалова — советская и российская легкоатлетка, олимпийская чемпионка 2000 года, многократная чемпионка мира, Европы, СССР, Российской Федерации.[источник не указан 1599 дней]
- В 1959 году в Малаховке родился и прожил до 15 лет Александр Моисеев — ныне проживающий в США гроссмейстер и многократный чемпион мира по английским шашкам.[источник не указан 1599 дней]
- В Малаховке родился народный артист России Игорь Обликин[источник не указан 1599 дней]